# Love at First Sting
Love at First Sting је девети студијски албум немачке хеви метал групе Scorpions, издат 1984. године. Албум садржи 9 нумера.

## Списак песама
1. - 3:54
2. - 4:11
3. - 4:16
4. - 4:58
5. - 3:30
6. - 4:08
7. - 5:01
8. - 4:31
9. - 6:26